# Petersburg, Texas
Petersburg là một thành phố thuộc quận Hale, tiểu bang Texas, Hoa Kỳ. Năm 2010, dân số của xã này là 1202 người.

## Dân số
- Dân số năm 2000: 1262 người.
- Dân số năm 2010: 1202 người.